# Балка Тернова (притока Чаплинки)
Балка Тернова — балка (річка) в Україні у Магдалинівській селищній громаді Дніпропетровської області. Ліва притока річки Чаплинки (басейн Дніпра).

## Опис
Довжина балки приблизно 7,80 км, найкоротша відстань між витоком і гирлом — 7,07 км, коефіцієнт звивистості річки — 1,10. Формується декількома струмками та загатами. На деяких ділянках балка пересихає.

## Розташування
Бере початок на південно-західній стороні від села Почино-Софіївка. Тече переважно на південний захід понад селом Дубравка й у селі Євдокіївка впадає в річку Чаплинку, ліву притоку річки Орілі.

## Цікаві факти
- Біля села Дубравка балку перетинає автошлях Т 0410[3] (автомобільний шлях територіального значення у Дніпропетровській області. Пролягає територією Дніпровського, Новомосковського та Магдалинівського районів через Дніпро — Слобожанське — Підгородне — Магдалинівку — Котовку. Загальна довжина — 72,6 км.).
- У XX столітті на балці існували скотний двір, газгольдер та газова свердловина[2].